# الموسوعة المعرفية الشاملة
الموسوعة المعرفية الشاملة، هي موسوعة معلومات إلكترونية مجانية باللغة العربية.

## محتويات الموسوعة
- 150000 مادة معرفية في جميع العلوم و الفنون و التخصصات، قديماَ و حديثاً.
- 24000 عنوان و مدخل رئيسي.
- 20000 صورة و خريطة و إيضاح تعليمي و جدول إحصائي.
- 6000 شخصية مشهورة بإنتاجها العلمي أو حضورها المعرفي أو الاجتماعي أو الفني أو السياسي.
- قواعد بيانات متنوعة لتقديم آلاف الأسئلة المعرفية، والإحالات، والوسائط.

## أقسام الموسوعة
- فهرس القائمة الأولى.
- فهرس القائمة الثانية.
- فهرس القائمة الثالثة.
- فهرس القائمة الرابعة.
- فهرس القائمة الخامسة.
- فهرس القائمة السادسة.
- فهرس القائمة السابعة.
- فهرس القائمة الثامنة.